# سورديو
سورديو هي كومونا في مقاطعة لودي في منطقة لومباردي الإيطالية، وتقع على بعد حوالي 20 كيلومترا (12 ميلا) جنوب شرق ميلانو وحوالي 12 كيلومترا (7 ميلا) شمال غرب لودي .
تقع سورديو على حدود البلديات التالية: فيزولو بريدابيسي، وكاسالمايوكو، وتافازانو كون فيلافيسكو وسان زينون أل لامبرو.